# A Lição Esquecida de Feynman: O Movimento dos Planetas em Torno do Sol
A Lição Esquecida de Feynman: O Movimento dos Planetas em Torno do Sol (original em inglês: Feynman's Lost Lecture: The Motion of Planets Around the Sun) é um livro baseado em uma aula ministrada por Richard Feynman. A restauração das notas de aula e a conversão em livro foram realizadas por David L. Goodstein e Judith R. Goodstein. Na lição, Feynman apresenta uma demonstração geométrica elementar (i.e. ao estilo da realizada por Isaac Newton em seu Philosophiæ Naturalis Principia Mathematica) da primeira lei de Kepler. A demonstração geométrica de Feynman se vale do conceito de hodógrafo. Feynman relatou que sua motivação para apresentar uma demonstração diferente da exposta por Newton foi o fato de ter falhado em compreender a demonstração original de Newton contida no Principia. Uma demonstração com ideias similares às de Feynman já tinha sido publicada por James Clerk Maxwell em seu livro Matter and Motion, mas Feynman provavelmente não conhecia este livro de Maxwell.